# Saint-Hilaire-le-Vouhis
Saint-Hilaire-le-Vouhis település Franciaországban, Vendée megyében. Lakosainak száma 1095 fő (2022. január 1.). Saint-Hilaire-le-Vouhis Bournezeau, Chantonnay, Fougeré, Sainte-Cécile és Saint-Martin-des-Noyers községekkel határos.

## Népesség
A település népessége az elmúlt években az alábbi módon változott:
| Lakosok száma | 1012 | 1040 | 1072 | 1060 | 1069 | 1079 | 1094 | 1090 | 1095 |
|               | 2013 | 2015 | 2016 | 2017 | 2018 | 2019 | 2020 | 2021 | 2022 |